# Caiza argentina
Caiza argentina is een hooiwagen uit de familie Sclerosomatidae. De wetenschappelijke naam van Caiza argentina gaat terug op Ringuelet.